# Katica Ileš
Katica Ileš (Osijek, 30 de março de 1946) é uma ex-handebolista profissional iugoslava, medalhista olímpica.
Katica Ileš fez parte da geração medalha de prata em Moscou 1980, com 5 partidas e 9 gols.